# José Ramón López Díaz-Flor
José Ramón López Díaz-Flor (ur. 22 listopada 1950 w Ceucie) – hiszpański kajakarz. Srebrny medalista olimpijski z Montrealu.
Zawody w 1976 były jego jedynymi igrzyskami olimpijskimi. Zajął drugie miejsce w kajakowych czwórkach na dystansie 1000 metrów, osadę hiszpańską tworzyli również José María Esteban Celorrio, Herminio Menéndez i Luis Gregorio Ramos Misioné. Był medalistą mistrzostw świata – zdobył m.in. złoto w 1975 w czwórce na dystansie 1000 metrów.